# Eternal Love
Eternal Love (chinês: 三生三世十里桃花, pinyin: San Sheng San Shi Shi Li Tao Hua, lit. ‘Três Vidas, Três Mundos: Dez Milhas de Flores de Pessegueiro’), também conhecido como Amor Eterno, é uma telenovela chinesa de 2017, inspirada no romance literário 三生三世十里桃花, de autoria de Tang Qi. Com direção de  Lin Yufen,  o drama foi exibida pelas emissoras Zhejiang Television e Dragon Television, de 30 de janeiro a 1 março de 2017.
Estrelado por Mark Chao e Yang Mi, o drama atingiu 50 bilhões de visualizações em 1 de agosto de 2018, tornando-se a mais assistida na China.
A série está disponibilizada nos serviços de streaming Netflix e Rakuten Viki para o Brasil e Portugal.

## Sinopse
Após uma guerra devastadora, a tribo imortal pagou um preço muito alto para selar o Lorde Fantasma, Qing Cang, através do sacrifício do Deus da Guerra, Mo Yuan, da Montanha Kunlun. 70.000 anos depois, Bai Qian, antiga discípula de Mo Yuan sob o nome Si Yin, numa tentativa de restaurar o selo que estava prestes a ser quebrado, perdeu suas memórias e seus poderes graças a Qing Cang, e foi enviada ao mundo mortal para passar por tribulações como parte de sua ascensão a uma Deusa. Vivendo como uma mortal, ela conhece Ye Hua, o Príncipe Herdeiro do Céu, e os dois se apaixonam e se casam, com ele dando-lhe o nome de Su Su. Eventualmente, ela é levada até o Céu, já grávida de Ye Hua. Su Jin, com ciúmes, cria uma série de mal entendidos entre o casal e faz com quem Su Su perca seus olhos. Achando que for traída por Ye Hua, ela pula do Terraço Zhu Xian, e retorna a sua identidade de Bai Qian. Incapaz de lidar com a dor, ela toma uma poção que apaga as suas memórias e o seu amado da mente.
Trezentos anos se passam, e os dois se reencontram. Ye Hua, certo de que a deusa Bai Qian é Su Su, tenta reconquistá-la.

## Elenco

### Principal
| Ator/Atriz | Papel    | Introdução |
| ---------- | -------- | --- |
| Yang Mi    | Bai Qian | Filha mais nova do Rei Raposa e atual monarca de Qing Qiu. Uma Deusa Suprema muito respeitada no Reino Celestial, que é reverenciada por sua beleza. Ela tem uma personalidade atrevida e direta. Embora suas memórias e afeição por Ye Hua tenham sido apagadas, ela se apaixonou por ele mais uma vez quando se encontraram no Reino Celestial. |
| Yang Mi    | Si Yin   | Pseudônimo de Bai Qian quando era discípula de Mo Yuan. Durante seus tempos em Kunlun, ela se apaixonou por Li Jing. Porém, mais tarde foi traída por ele e Xuan Nü. Ela também desenvolveu um vínculo profundo com Mo Yuan como seu discípulo e fez o possível para trazer seu mestre de volta a vida depois que sua alma foi destruída pelo sino Dong Huang. Como Si Yin, ninguém sabia que ela era mulher, exceto Mo Yuan e Li Jing. |
| Yang Mi    | Su Su    | Identidade mortal de Bai Qian, com suas memórias e poderes suprimidos por Qing Cang após Bai Qian tê-lo selado no sino Dong Huang. Ela se apaixona por Ye Hua, casa-se com ele (em uma cerimônia simbólica) e deu à luz a seu filho, A'Li. No entanto, devido a mal-entendidos, ela salta do terraço Zhu Xian e volta à sua identidade de deusa. |
| Mark Chao  | Jin Lian | O Lótus Dourado de Kunlun. Cuidado por Si Yin durante sua estada em Kun Lun. |
| Mark Chao  | Ye Hua   | Príncipe herdeiro dos Nove Céus. Tendo assumido a responsabilidade de ser o futuro governante desde que nasceu, Ye Hua tem uma personalidade fechada e séria, sendo mais maduro do que sua idade. Ele esconde sua dor por trás de seu exterior calmo, optando por se sacrificar por seus entes queridos em silêncio. Ao conhecer e se apaixonar por Su Su durante sua viagem ao mundo mortal, muda sua personalidade, e ele se torna mais aberto a vida. Quando Su Su é forçado a entrar nos Nove Céus, ele age de forma frigida com ela na frente de todos para esconder a importância de seus sentimentos por ela, acreditando que era a única maneira de protegê-la. |
| Mark Chao  | Zhao Ge  | Reencarnação mortal de Ye Hua. Como punição por matar as quatro feras que guardavam a divina erva fúngica, ele foi enviado ao Reino Mortal para experimentar a vida e a morte. |

### Elenco de Apoio

#### Tribo Raposa de Qing Qiu
| Ator/Atriz       | Personagem                 |
| ---------------- | -------------------------- |
| Ken Chang        | Zhe Yan                    |
| Dilraba Dilmurat | Bai Fenjiu / Consorte Chen |
| Alan Yu          | Bai Zhen                   |
| Zhang Youhao     | Mi Gu                      |
| An Yuexi         | Shao Xin                   |
| Zhang Gong       | Bai Zhi                    |
| Ma Rui           | Rainha Raposa              |
| Leng Haiming     | Bai Yi                     |
| Li Ensheng       | Bi Fang                    |

#### Reino Celestial
| Ator/Atriz       | Personagem      |
| ---------------- | --------------- |
| Vengo Gao        | Dong Hua Dijun  |
| Jiang Kai        | Lorde Celestial |
| Lawrence Wang    | Si Ming         |
| Maggie Huang     | Su Jin          |
| Hummer Zhang     | A Li            |
| James Li         | Lian Song       |
| Wang Ruolon      | Sang Ji         |
| Mou Fengbin      | Yang Cuo        |
| Liu Xiaoye       | Le Xu           |
| Wang Ting        | Cheng Yu        |
| Wang Xiuzhu      | Miao Qing       |
| Chen Kefan       | Yuan Zhen       |
| Liu Meilin       | Zhi Yue         |
| Yang Anqi        | Nai Nai         |
| Zhang Ranyi      | Xin Nu          |
| Yu Wentao        | Tian Shu        |
| Yu Xuan Hong Hao | Jian Yu         |

#### Montanha Kunlun
| Ator        | Personagem | Introdução |
| ----------- | ---------- | --- |
| Mark Chao   | Mo Yuan    | O filho mais velho do Pai Celestial e Deus da Guerra. É o Mestre de Kunlun, bem como o mentor de Bai Qian (Si Yin) e irmão gêmeo mais velho de Ye Hua. Sábio e maduro, ele é muito respeitado e reverenciado por todos os imortais nos Nove Céus. Mo Yuan usou sua alma para selar Qing Cang no sino Dong Huang e, ao fazer isso, despedaçou sua alma. Depois de derrotar Qing Cang, ele passou os 70.300 anos seguintes reconstruindo sua alma. |
| Leon Lai Yi | Die Feng   | Discípulo sênior de Mo Yuan e segundo príncipe dos mares ocidentais. |
| Song Haijie | Chang Shan | Segundo discípulo de Mo Yuan. Ele ajudou a cuidar das montanhas Kun Lun durante a ausência de Mo Yuan. |
| Ryan Zhang  | Ling Yu    | O nono discípulo de Mo Yuan. Ele foi sequestrado pelo Senhor Fantasma e forçado a ser seu afilhado. Posteriormente, é morto na guerra entre os Nove Céus e a Tribo Fantasma. |
| Liu Ruilin  | Zi Lan     | Décimo sexto discípulo de Mo Yuan. Ele conhece e se apaixona por Yan Zhi no reino humano, mas no final das contas não pode estar junto com ela. |

#### Tribo Fantasma
| Ator/Atriz   | Personagem         |
| ------------ | ------------------ |
| Vin Zhang    | Li Jing            |
| Zhu Xudan    | Xuan Nü            |
| Lian Yiming  | Qing Cang          |
| Dai Si       | Yan Zhi            |
| Du Junze     | Li Yuan            |
| Huang Tianqi | Qilin de Fogo      |
| Ren Tao      | Besta Leão Dourado |

#### Outros Atores
| Ator            | Papel                   | Introdução |
| --------------- | ----------------------- | --- |
| Li Xinyi        | Yao Guang               | Deusa suprema apaixonada por Mo Yuan, que se sacrifica na guerra entre Nove Céus e a Tribo Fantasma. |
| Jin Feng        | Lu Xiu                  | Segunda Princesa de Chang Hai |
| Zhao Yansong    | Pai Celestial           | Criador do Céu e da Terra |
| Wang Bin        | Sumo Sacerdote Ling Bao | Discípulo sênior a Ye Hua |
| Ye Xinyu        | Sumo Sacerdote Pu Hua   | |
| Zhao Xinhuan    |                         | Rei da Medicina |
| Li Dong         | Deus da Terra           | Ajuda Si Ming, Ye Hua e Bai Qian a encontrar Bai Fengjiu. |
| Jia Wei         |                         | Regende de Chang Hai |
| Li Tong         |                         | Primeira Princesa de Chang Hai |
| Liu Gugai       |                         | Governante dos Mares Orientais |
| Yu Zikuan       |                         | Governante dos Mares Ocidentais |
| Li Hua Xinyi    |                         | Rainha dos Mares Ocidentais |
| Sun Jiaolong    |                         | Líder dos Merman |
| Yang Binxin     |                         | Espírito de Folha |
| Wan Ziling      |                         | Espírito de Cogumelo |
| Sun Liyang      |                         | Espírito de Pipa |
| Lin Meiyan      |                         | Espírito de Uva |
| Zhang Fan       |                         | Espírito de Lobo Cinzento |
| Liu Weimin      |                         | Espírito de esquilo |
| Liu Xiaowan     |                         | Imortal da chuva |
| Gan Liying      |                         | Mãe de Xuan Nü |
| Lu Meifang      | Imperatriz              | |
| Zhang Chao      | Consorte De             | |
| Liu Wei         | Consorte Xian           | |
| Mei Yun         | Freira taoísta          | |
| Du Xiujun       | Fu Zi                   | |
| Yi Qiang        | Tou Mu                  | |
| Fu Huafeng      | Die Yong                | Príncipe herdeiro de Mares Ocidentais e irmão mais velho de Die Feng. Doente por 600 anos, Zhe Yan descobre que o príncipe Die Yong hospedava a alma do deus da guerra, Mo Yuan. O príncipe acredita que Bai Qian está apaixonada por ele pela devoção com a qual o cuidou. |
| Chen Baobao     |                         | Dama de companhia da Bai Fengjiu enquanto ela vive como Consorte Chen durante a provação de Dong Hua. |
| Tian Na         |                         | Subordinado de Yao Guang. |
| Wang Donghong   |                         | Subordinado de Yao Guang. |
| Zhang Xinrong   |                         | Guerreiro celestial |
| Meng Xiangliang |                         | Guerreiro |
| Hou Ruixiang    |                         | Jovem vigilante |
| Lu Xu           |                         | Jovem eunuco |
| Yu Zhimei       |                         | Vovó |
| Zhang Wenjun    |                         | Valentão |
| Yao Xiaobao     |                         | Valentão |
| Shi Yue Anxin   | Ye Hua (criança)        | |
| Ling Cen        | Su Jin (criança)        | |
| Wu Yujue        | Su Jin (criança)        | |

### Elenco de Vozes
Por questões como barulho excessivo em estúdio ou a necessidade da troca de diálogos após o término das produções, grande parte das séries chinesas, assim como Eternal Love, contam com um elenco de vozes.
| Papel                    | Artista de voz |
| ------------------------ | -------------- |
| Bai Qian                 | Ji Guanlin     |
| Ye Hua / Mo Yuan         | Bian Jiang     |
| Tribo Raposa de Qing Qiu |                |
| Zhe Yan                  | Chen Hao       |
| Bai Zhen                 | Yang Tianxiang |
| Rainha Raposa            | Ren Yijie      |
| Bai Zhi                  | Liu Cong       |
| Bai Fengjiu              | Qiao Shiyu     |
| Mi Gu                    | Su Shangqing   |
| Shao Xin                 | Xu Changfan    |
| Reino Celestial          |                |
| Dong Hua                 | Zhang Jie      |
| Lorde Celestial          | Tang Shuiyu    |
| Si Ming                  | Lawrence Wang  |
| Su Jin                   | Yan Mengmeng   |
| Le Xu                    | Zhang Ai       |
| Sang Ji                  | Ling Zhenhe    |
| Lian Song                | Zhao Yi        |
| Cheng Yu                 | Chu Jun        |
| Yuan Zhen                | Qian Wenqing   |
| Nai Nai                  | Xu Jiaqi       |
| Xin Nu                   | Viann Zhang    |
| Princesa Miao Qing       | Zhang Zhe      |
| Tian Shu                 | Chisgar        |
| Rei da Medicina          | Zhang Wei      |
| Zhi Yue                  | Mao Maotou     |
| Deus da Terra            | Zhang Wei      |
| Montanha Kunlun          |                |
| Die Feng                 | Wei Chao       |
| Ling Yu                  | Su Shangqing   |
| Zi Lan                   | Lu Zhixing     |
| Yao Guang                | Zhang Ai       |
| Tribo Fantasma           |                |
| Qing Cang                | Lian Yiming    |
| Li Jing                  | Vin Zhang      |
| Yan Zhi                  | Bai Xuecen     |
| Xuan Nü                  | Qiu Qiu        |
| Qilin de Fogo            | Huang Tianqi   |

## Trilha Sonora
A trilha sonora da série foi lançada em 18 de fevereiro de 2017. A popularidade da série fez com que a música "凉凉" pinyin: Liáng liáng, lit. ‘Preparando o frio’) se tornasse a música com o maior número de covers de 2017 . A trilha sonora e as músicas de fundo foram lançadas em três discos, totalizando 60 faixas.
| N.º | Título                                                  | Singer                     | Duração |  |
| 1.  | "三生三世 Três Vidas, Três Mundos" (Música de abertura) | Jason Zhang                | 4:17    |  |
| 2.  | "凉凉 Preparando o frio" (Música de encerramento)       | Zhang Bichen, Yang Zongwei | 5:33    |  |
| 3.  | "思慕 Saudosa Memória"                                  | Yisa Yu                    | 5:07    |  |
| 4.  | "就算没有如果 Mesmo que não seja possível"              | Xiang Xiang                | 5:05    |  |
| 5.  | "繁花 Florescendo"                                      | Dong Zhen                  | 3:45    |  |

## Recepção
Eternal Love foi um sucesso comercial na China com mais de 50 bilhões de visualizações em sites de streamings, fazendo da série o drama mais visto do país. A série ultrapassou 1% na estimativa dos canais em que passou na época de seu lançamento, com a média de 1.288% na Dragon TV e .041% na Zhejiang TV.
A série atraiu inúmeros fãs de fora de sua terra natal, o que é dito ser o renascimento da televisão chinesa. Seu sucesso foi atribuído aos belos cenários, diálogos poéticos e seu elenco estelar, além dos incontáveis fãs do romance em que a série foi baseada. Esta obra ganhou uma tradução para o inglês, com o título de "To the Sky Kingdom" (Ao Reino Celestial).
Em 2020, o telenovela chinesa ganhou uma sequência, estrelada por Dilraba Dilmurat e Vengo Gao, Três Vidas, Três Mundos: O Livro de Cabeceira.
Em 30 de janeiro de 2022, para comemorar o quinto aniversário de transmissão da série, Yang Mi, Mark Chao, Diliraba, Vengo Gao, Maggie Huang, Vin Zhang, Liu Ruilin, Lawrence Wang e Leon Lai Yi fizeram postagens em homenagem ao programa.

### Controvérsia de Plágio
O livro em que a série foi baseada, “三生三世十里桃花”(pinyin: San Sheng San Shi Shi Li Tao Hua, lit. ‘Três Vidas, Três Mundos: Dez Milhas de Flores de Pessegueiro’), foi suspeito plágio de diversas fontes. Foi alegado que a autora Tang Qi (chinês: 唐七, pinyin: Táng qī) teria plagiado os personagens principais, a organização da história e diversos detalhes importantes do romance gay 桃花债 (pinyin: Táohuā zhài, lit. ‘Dívida de flor de pêssego’). O prologo teria vindo de um romance chinês contemporâneo inacabado  非我倾城 (pinyin: Fēi wǒ qīngchéng, lit. ‘Não sou atraente’), escrito por 顾漫 (pinyin: Gù màn). O escândalo foi usado como exemplo de plágio da mídia popular em uma reportagem pelo CCTV.

## Prêmios e Nomeações
| Ano  | Prêmio                                          | Category                  | Indicado         | Resultado | Ref.   |
| ---- | ----------------------------------------------- | ------------------------- | ---------------- | --------- | ------ |
| 2017 | 23º Festival de Televisão de Xangai             | Melhor Ator               | Mark Chao        | Indicado  | [ 31 ] |
| 2017 | 23º Festival de Televisão de Xangai             | Melhor Atriz Coadjuvante  | Dilraba Dilmurat | Indicado  | [ 31 ] |
| 2017 | 8º Festival Internacional de Televisão de Macau | Melhor Série de Televisão | Eternal Love     | Indicado  | [ 32 ] |
| 2017 | 8º Festival Internacional de Televisão de Macau | Melhor Atriz              | Yang Mi          | Indicado  | [ 32 ] |
| 2017 | 8º Festival Internacional de Televisão de Macau | Melhor Atriz Coadjuvante  | Dilraba Dilmurat | Indicado  | [ 32 ] |